# Reykjanes
Reykjanes (of Reykjanesskagi) is een schiereiland in het zuidwesten van IJsland, ten zuiden van de hoofdstad Reykjavík, en omvat voor het grootste deel de regio Suðurnes. De naam Reykjanes wordt ook gebruikt voor het westelijkst gelegen vulkanische systeem van dit schiereiland. Reykjanesskagi laat zich vertalen als "schiereiland van de rook".
Er is een geothermische elektriciteitscentrale in Svartsengi waar het bekende kuuroord en warmwaterbad Blue Lagoon, of in het IJslands Bláa Lónið, aan verbonden is.
Enkele dorpen in Reykjanes zijn Grindavík, Hafnir, Sandgerði, Garður, Njarðvík, Vogar en het stadje Keflavík, waar zich de internationale luchthaven van Keflavík bevindt. Het gebied ten noorden van de luchthaven heet nu Miðnes, maar tijdens de kolonisatie van IJsland heette het Rosmhvalanes (Walrusschiereiland) omdat hier destijds aan de kust walrussen voorkwamen.
Dwars door het schiereiland loopt de Álfagjá. Dit is een zes meter diepe riftvallei die de overgang vormt tussen de Euraziatische en de Noord-Amerikaanse Plaat. Hier is in 2002 een brug overheen gebouwd die vernoemd is naar Leif Eriksson. Het overgangsgebied is echter breder dan deze ene riftvallei. Had men daadwerkelijk een brug tussen de platen willen bouwen dan had deze enkele kilometers lang moeten worden.
Verder is op Reykjanes de Þríhnúkagígur te vinden. Dit is een slapende vulkaan waarvan de magmakamer toegankelijk is. Ook het meer Kleifarvatn ligt op het schiereiland.

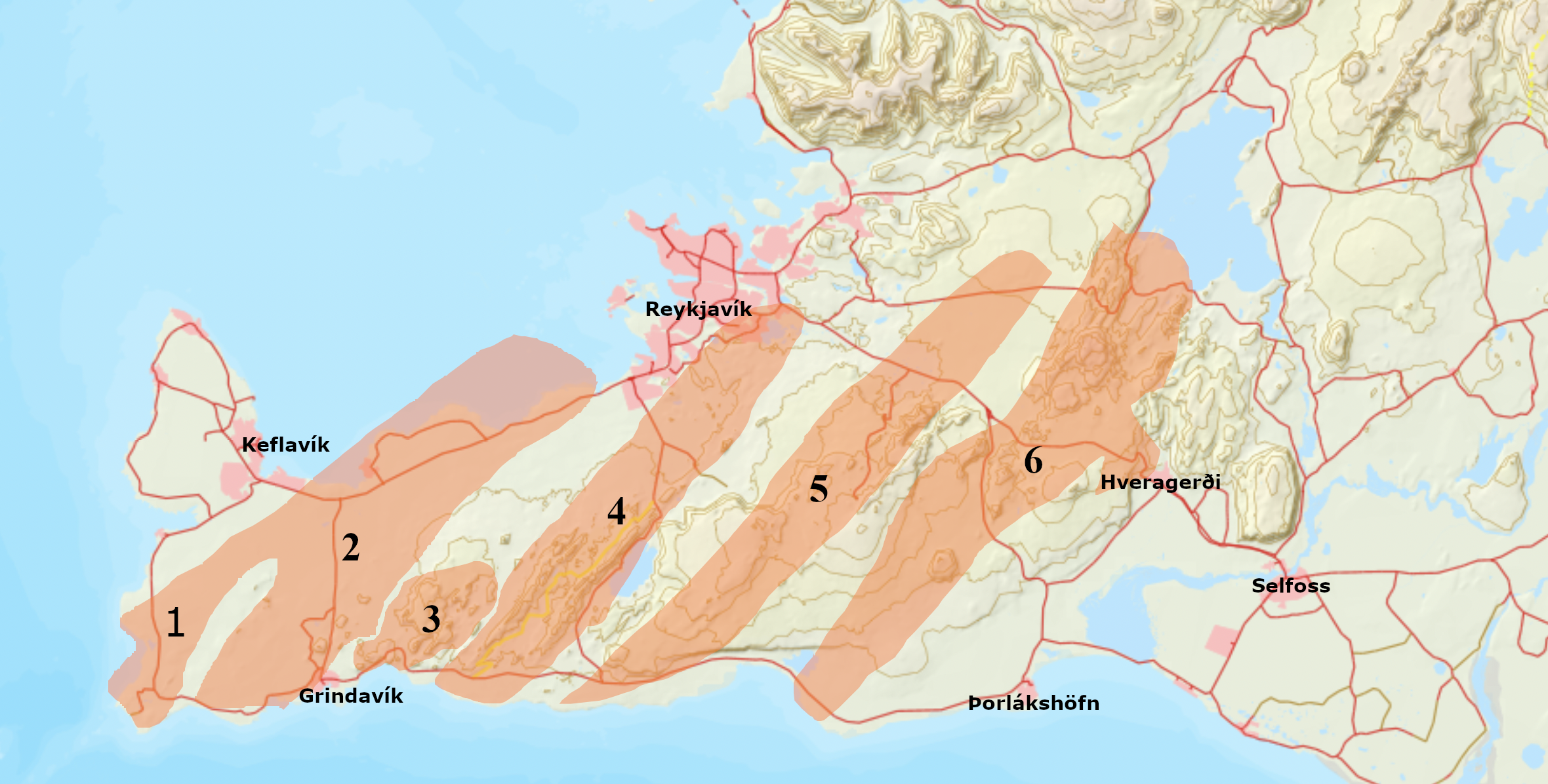
De ligging van de vulkanische systemen van Reykjanes. 1 Reykjanes, 2 Eldvörp-Svartsengi, 3 Fagradalshraun, 4 Krýsuvík, 5 en Brennisteinsfjöll. 6 Hengill wordt meestal niet tot Reykjanes gerekend maar ligt wel op de Reykjanes-rug, een deel van de Mid-Atlantische rug

## Vulkanische activiteit
Zuidwestelijker ligt de tafelberg Fagradalsfjall, met 385 meter het hoogste punt van Reykjanes. Tussen 19 maart en 18 september 2021 was er een vulkanische uitbarsting in en bij het dal Geldingadalir aan de voet van Fagradalsfjall. Het vulkanische systeem en het bijbehorende lavaveld kregen de naam Fagradalshraun. Daarvoor was er al 800 jaar geen vulkaanuitbarsting geweest in Reykjanes. Sinds 2007 werd het gebied actiever en waren er verspreid over het schiereiland periodes met magmatische aardbevingen. Het zou nog tot 2021 duren voor er magma aan de oppervlakte zou komen. Eerdere periodes van actief vulkanisme op het schiereiland duurden enkele honderden jaren en er werd rekening mee gehouden dat de uitbarsting van 2021 de eerste van een langdurige serie uitbarstingen is. Op 3 augustus 2022 volgde een nieuwe uitbarsting van de Fagradalshraun die twee weken duurde. Op 10 juli 2023 barstte de vulkaan weer uit. Ook vulkaansysteem Eldvörp-Svartsengi (Grindavík en het gebied ten noorden van die plaats) heeft meermaals activiteit laten zien in de vorm van ondergrondse ophoping van magma en verwante aardbevingenreeksen. Op 18 december 2023 barstte dit systeem ten noord-oosten van Grindavík uit en minder dan een maand later nog eens. Al op 10 november 2023 moest deze vissersplaats in allerijl worden ontruimd toen er zich in enkele uren tijd veel magma onder het dorp ophoopte. Gebouwen en wegen scheurden doordat de grond in westelijke helft van het dorp plotseling flink inzakte terwijl de oostelijke helft iets omhoog kwam. De uitbarsting liet toen nog meer dan een maand op zich wachten terwijl de ontruiming van kracht bleef. Dike-intrusies, al dan niet met uitbarstingen lijken sindsdien (peildatum 8 februari 2024) in het Eldvörp-Svartsengi-systeem gemiddeld iedere 27 dagen plaats te vinden.
Reykjanes bevat volgens de gangbare lezing vijf parallel aan elkaar liggende vulkanische systemen; Reykjanes, Elvörp-Svartsengi, Fagradalshraun, Krýsuvík en Brennisteinsfjöll. Tijdens de gebeurtenissen van november 2023 rees er twijfel over deze lezing. De systemen zouden mogelijk met elkaar in contact staan, magma uitwisselen en één groot systeem vormen. Rond het meer Kleifarvatn zijn regelmatig aardbevingen geweest die als reactiebevingen van naastgelegen systemen werden bestempeld. Begin januari 2024 deed niet ver van daar zich bij de berg Trölladyngja aardbevingenzwerm voor. Volgens enkele IJslandse vulkanologen zou deze gebeurtenis het begin van het ontwaken van het systeem Krýsuvík-Trölladyngja kunnen zijn. Eind januari 2024 waren er ook bij lavaveld Húsfellsbruni, 15 km ten zuiden van Reykjavik, aardbevingen. Een aantal vulkanologen waarschuwen dat het er op lijkt dat ook het vulkaansysteem Brennisteinsfjöll aan het ontwaken is. Daarover is overigens geen consensus. Dit systeem heeft in het verleden voor uitbarstingen en lavastromen tot in wat nu de bebouwde kom van de hoofdstad is gezorgd. Na de gebeurtenissen bij Grindavík klonk er al kritiek op de planning van de buitenwijken en andere nederzettingen nabij Reykjavik in de voorgaande decennia zonder het gevaar van uitbarstingen serieus te nemen.

## Afbeeldingen

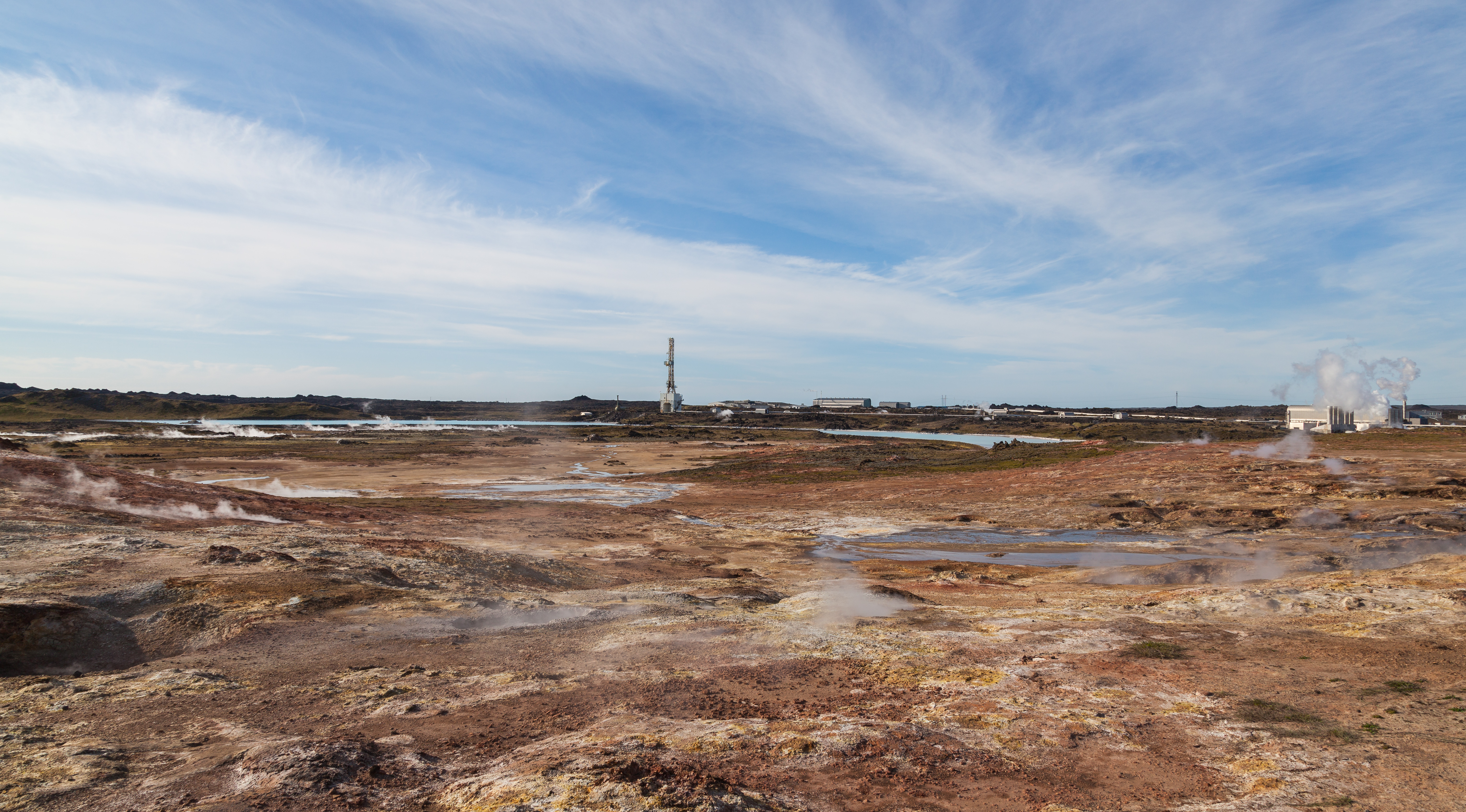
Een vulkanisch landschap in Gunnuhver, een gebied liggende op het schiereiland.
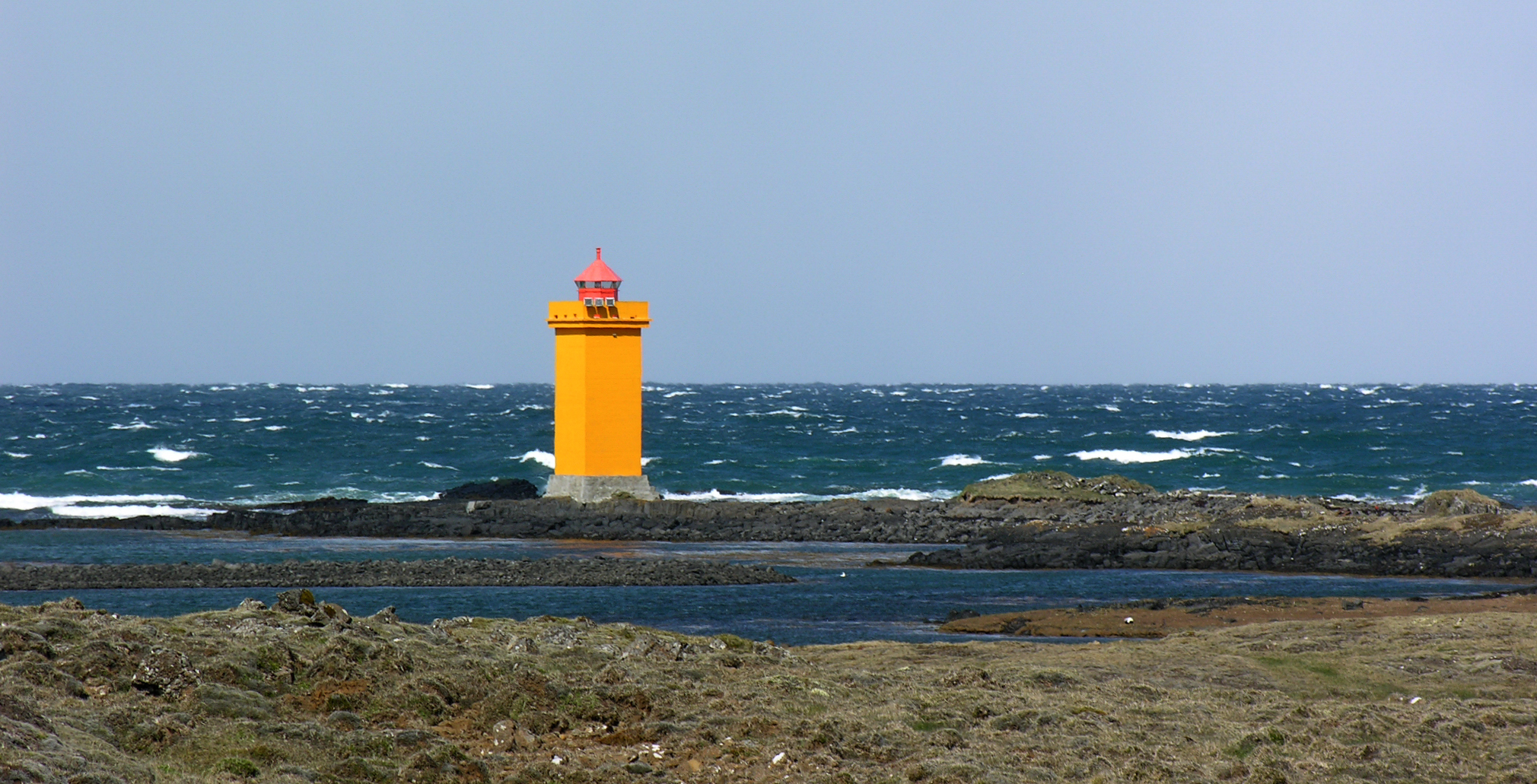
Een vuurtoren op het schiereiland
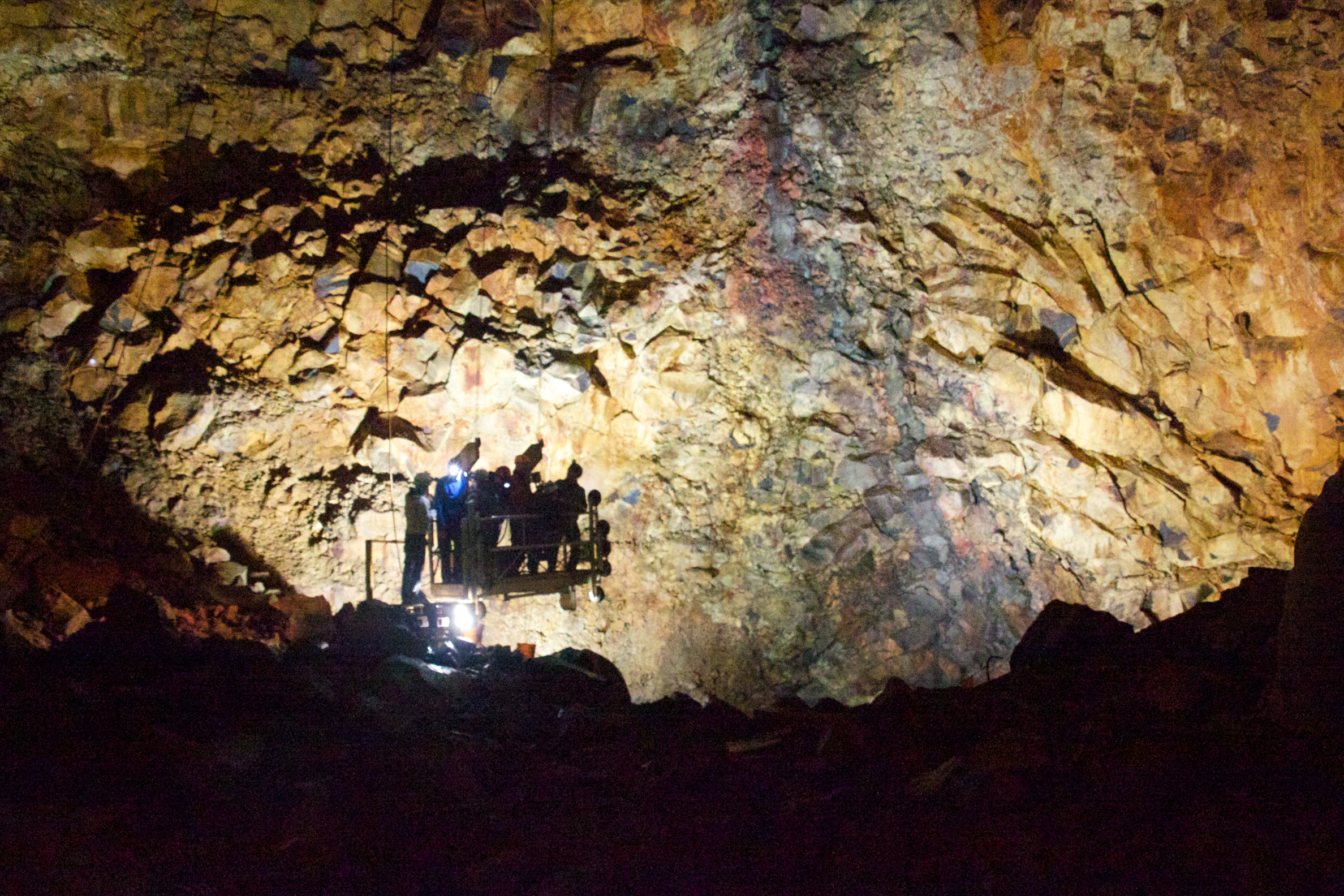
De magmakamer van de Þríhnúkagígur